# 亨普爾 (密蘇里州)
亨普爾（英語：Hemple）是位於美國密蘇里州克林頓縣的非建制地區。

## 歷史
亨普爾的郵局於1889年設立，其後於1974年停運。

## 地理
亨普爾所處的海拔為高於海平面317米（即1040英呎），而該地所採用的時區為UTC-6，即北美中部時區（CST）。同時該地設有夏令時間，為UTC-6調快一小時，即UTC-5（CDT）。